# Alectryon forsythii
Alectryon forsythii là một loài thực vật có hoa trong họ Bồ hòn. Loài này được (Maiden & Betche) Domin mô tả khoa học đầu tiên năm 1913.